# 신묘 류타
신묘 류타(일본어: 新明 龍太, 2004년 5월 1일~)는 일본의 축구 선수이다.

## 구단 경력
그는 2023년 J2리그의 제프 유나이티드 지바에 입단했다. 2024년까지 10경기에 출전하여, 1득점을 넣었다. 2025년 일본 풋볼 리그의 FC 티아모 히라카타로 이적했다.